# Soulful (альбом Дайон Уорвик)
| Оценки критиков               | Оценки критиков |
| Источник                      | Оценка          |
| ----------------------------- | --------------- |
| AllMusic (1969)               | [ 1 ]           |
| AllMusic (2004)               | [ 2 ]           |
| Billboard                     | без оценки      |
| Encyclopedia of Popular Music | [ 4 ]           |
| The Rolling Stone Album Guide | [ 5 ]           |

Soulful — двенадцатый студийный альбом американской певицы Дайон Уорвик, выпущенный в 1969 году на лейбле Scepter Records. Это первый альбом певицы, который не продюсировали Берт Бакарак и Хэл Дэвид, сама певица и Чипс Моман стали продюсерами. На пластинке певица представила свои интерпретации песен в жанре соул.
С альбома был выпущен один сингл «You’ve Lost That Lovin’ Feeling», который смог добраться до 16 места в чарте Billboard Hot 100. Сам альбом попал на 11 позицию в чарте Billboard Top LPs, став одним из самых успешных альбомов певицы в 1960-е.

## Отзывы критиков
В обзоре канадского журнала RPM заявили, что соул [душа] Уорвик — это и есть СОУЛ, и таким он должен быть

## Список композиций
| №  | Название                          | Автор(ы)                              | Длительность |
| -- | --------------------------------- | ------------------------------------- | ------------ |
| 1. | «You’ve Lost That Lovin’ Feeling» | Барри Манн, Синтия Вайль, Фил Спектор | 4:23         |
| 2. | «I’m Your Puppet»                 | Дэн Пенн, Линден Олдман               | 3:02         |
| 3. | «People Got to Be Free»           | Феликс Савальере, Эдди Бригати        | 2:55         |
| 4. | «You’re All I Need to Get By»     | Николас Эшфорд, Валери Симпсон        | 2:24         |
| 5. | «We Can Work It Out»              | Джон Леннон, Пол Маккартни            | 2:30         |

| №   | Название                        | Автор(ы)                    | Длительность |
| --- | ------------------------------- | --------------------------- | ------------ |
| 6.  | «A Hard Day’s Night»            | Джон Леннон, Пол Маккартни  | 3:03         |
| 7.  | «Do Right Woman - Do Right Man» | Дэн Пенн, Линкольн Моман    | 3:00         |
| 8.  | «I’ve Been Loving You Too Long» | Отис Реддинг, Джерри Батлер | 3:31         |
| 9.  | «People Get Ready»              | Кёртис Мейфилд              | 2:44         |
| 10. | «Hey Jude»                      | Джон Леннон, Пол Маккартни  | 4:02         |

## Чарты
| Чарт (1969)                            | Высшая позиция |
| -------------------------------------- | -------------- |
| Канада (RPM Top Albums/CDs)            | 17             |
| Норвегия (VG-lista)                    | 18             |
| США (Billboard 200)                    | 11             |
| США (Billboard Top R&B/Hip-Hop Albums) | 2              |